# 美國獨立戰爭
美國獨立戰爭（英語： 或 ；1775年—1783年），或稱美國革命戰爭（American Revolutionary War），是大英帝國與準備獨立的美利堅及欧洲强国法國之間的一場戰爭。
這場戰爭主要始於北美十三殖民地就經濟與政治問題與英國本土產生矛盾，从而決定以武裝革命尋求獨立，但後來卻因為法國加入戰爭對抗英國，而使戰爭的範圍遠遠超過英屬北美洲之外。同时，英國與當地的印地安人結盟，以增加勢力。在獨立戰爭初期，英國尚能夠充分利用皇家海軍船堅炮利的優勢控制十三殖民地的沿海城市，但對於如何控制內陸地區、及應對盤據內陸、熟悉地形、驍勇善戰的殖民地民兵卻束手無策，这直接导致了英国陆军在萨拉托加战役的失败，这场战役成为战争转折点，鼓励了法国对英开战，并鼓舞了其他欧洲列强站在美国一边对抗英国，隨著法國海軍在切薩皮克海戰大捷奪得制海權，英軍於1781年的約克鎮之圍城戰役中慘敗投降，並於1783年被迫簽訂《巴黎條約》承認美國獨立。

## 背景
自哥伦布发现美洲以来，北美洲逐渐成为欧洲的殖民地，吸引著許多嚮往自由、擺脫歐洲制度的開拓者前來。1763年，随着法國印第安人战争（七年战争）的结束，英国成为北美洲的霸主。
但是由于错误的原住民政策和决策，北美洲的印第安人关系与英国殖民政府恶化严重，在1763年就爆发了庞蒂亚克战争。随后英国政府为了安抚印第安人，决定颁布《1763年禁止西扩公告》，实质上禁止了美洲殖民者在阿巴拉契亚山脉以西的地方购买土地或定居，但当时已经有相当数量的殖民者已经在这些地方拥有土地，所以此公告的发布令殖民者相当不满。公告刚刚颁布，就导致了马萨诸塞和卡罗莱纳殖民地的首次大规模抗议。然而，由于通讯的滞后（当时北美和英国的通讯需要至少3个月航行时间），英国议会不但没有撤回公告，反而继续恶化局势。
斯庞蒂克战争结束后，没有战争威胁的北美洲殖民者们与英国王室的宗主关系开始异化，他们似乎已经不再需要英国军队的保护。然而英国为了维护本土的垄断利益，从而缓解本土在七年战争后的经济困难，颁布一系列高额税收的法令。1764年颁布《食糖条例》，要求美洲殖民地的欧裔殖民者们必须继续大量购买英国的食糖、咖啡、酒等商品；1765年颁布《印花税法》，对所有印刷品直接征税。这些沉重的经济负担使北美的欧裔殖民者们强烈反抗。因为他们所在的殖民地区在英国议会没有代表席位，喊出“无代表，不纳税”的口号。同时，北美欧裔殖民们抵制并中断与英国商人的贸易往来。
1766年，英国议会被迫废除印花税法，但是第二年又开始对殖民地急需商品（玻璃制品、纸张、铅、颜料、茶、糖、朗姆酒、铁、棉花等）开征高额关税。殖民地重新断绝与英国的商贸往来，并通过加勒比海将这些商品走私进来。
在此背景下，北美各地欧裔殖民们对英国本土与北美殖民地之间的关系展开激烈的讨论，主导观点认为宗主国不務正事，議員席次也不公平，故无权向海外殖民地区直接征税。激进者甚至认为英国议会遠在歐洲，对海外殖民地区没有立法权。而对英国政府來說，为维护自身在北美洲殖民地的主导统治地位而颁布的四个法案《唐森德条例》受到的批评更是引起英国本土政府的不安，导致英国政府向波士顿调兵，在人口只有16,000人的波士顿驻扎接近7,000名英国士兵。这更让殖民地的欧裔殖民者认为宗主国不懷好意，想剥夺他们在北美殖民地的权利和自由。

## 冲突加剧

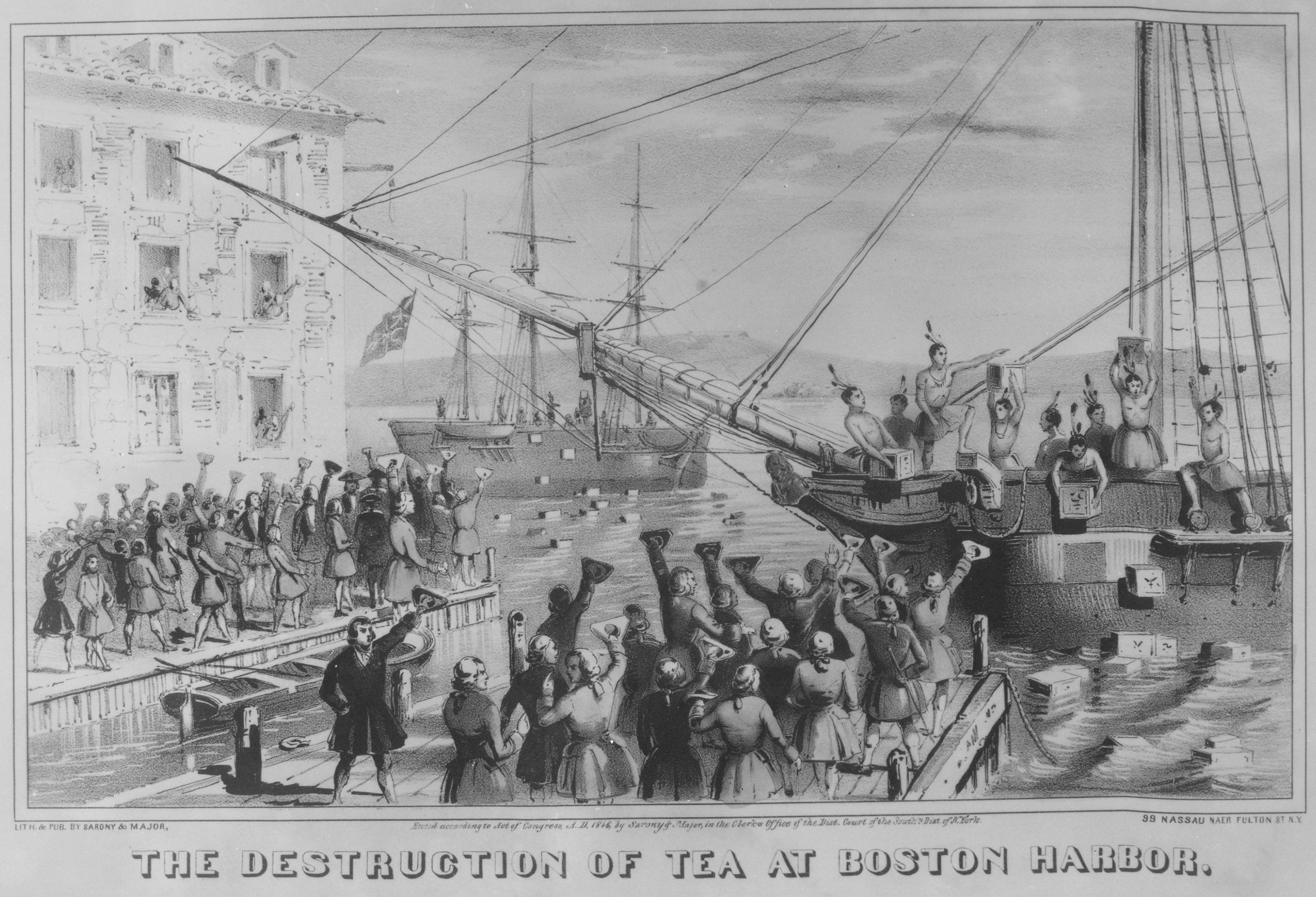
搗毀貨船上的茶葉並倒入海中——波士頓茶葉事件

1770年3月5日，一小批波士顿居民向普雷斯頓上尉所率領的英軍士兵投掷包着石块的雪球，随着越来越多人的加入，英国士兵惊慌失措地开枪，最终导致历史上著名的波士顿屠杀，有5名居民死亡和1名士兵受傷。事件发生后，殖民地开始抵制英国的进口，最终造成1770年4月除茶税以外，所有赋税和关税都被取消。
1773年12月16日發生波士頓茶葉黨事件，革命組織茶葉黨化装成印第安人，将停泊在波士顿港口的英国货轮上運载的342箱茶叶抛入海中，以此表示对英国国会的抗议。1774年英國政府针对马萨诸塞通过一系列《強制法案》，旨在加强對其的控制，卻激化了雙方的矛盾。
英国议会通过了一系列惩罚性的法令：《波士顿港口法》、《马塞诸萨政府法》、《司法法》和《驻营法》，接着，英国议会又通过了《魁北克法》。这些法令规定了关闭波士顿港并禁止其沿海贸易；改变马塞诸萨殖民地的特许状，以任命的参事会取代选举产生的参事会。加强总督的权力；被控在镇压骚乱或执法过程中犯有杀人罪的人可在英国审讯，即引渡法；英军可自由驻扎在旅馆或无人居住的建筑物中；把密西西比河以西和俄亥俄以北的北美十三州土地并入英属加拿大。这些强制法令严重侵犯了殖民地人民的权利和自由，并且违反了《人身保护法》、《大宪章》、《权利法案》等基本英国宪法原则和英国海洋法系，被美国人称为“不可容忍的法令”，它们剥夺了殖民地人民的政治和司法权利，《魁北克法》严重加剧了北美殖民地人民在宗教上与英国的矛盾，进一步激化了英国同殖民地人民之间的矛盾，激起了他们的联合反抗。此外《魁北克法》除了保留了在被新近征服加拿大的法国大陆法系和加拿大人的天主教特权外，本质上还给了加拿大殖民地更佳的税收免税政策和更大的特权，这让曾经帮助英国征服加拿大的殖民地人民彻底失望和愤怒。此外，英国预料到了反叛和战争可能迫在眉睫，因此开始大规模以火枪和金钱援助印第安部落，鼓励印第安部落越过边界向殖民地边疆和农村和新殖民地烧杀抢掠，这引发了殖民地人民和母国根本上的裂痕。
1774年9月5日，除佐治亞外，12個地区的殖民會議選派56名代表在費城召開大陸會議，通過宣言，並建立大陸議會，决定必须彻底改变宗主国与殖民地的关系。新英格蘭的殖民势力組織自主的民兵武装。馬薩諸塞的代表會議則任命約翰·漢考克為安全委员会主席。美國革命開始。

## 列星頓的槍聲

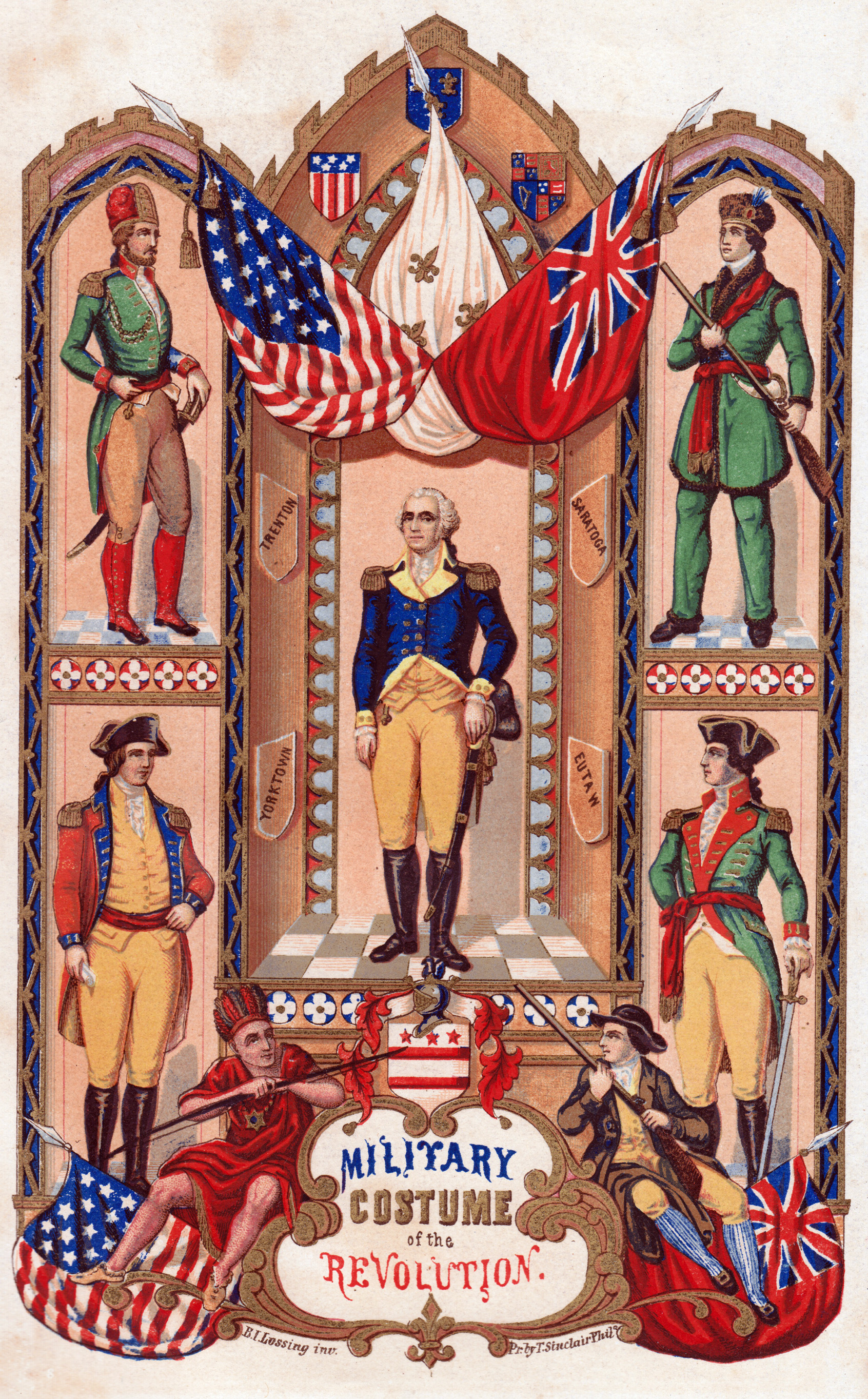
初建立時的美軍軍服

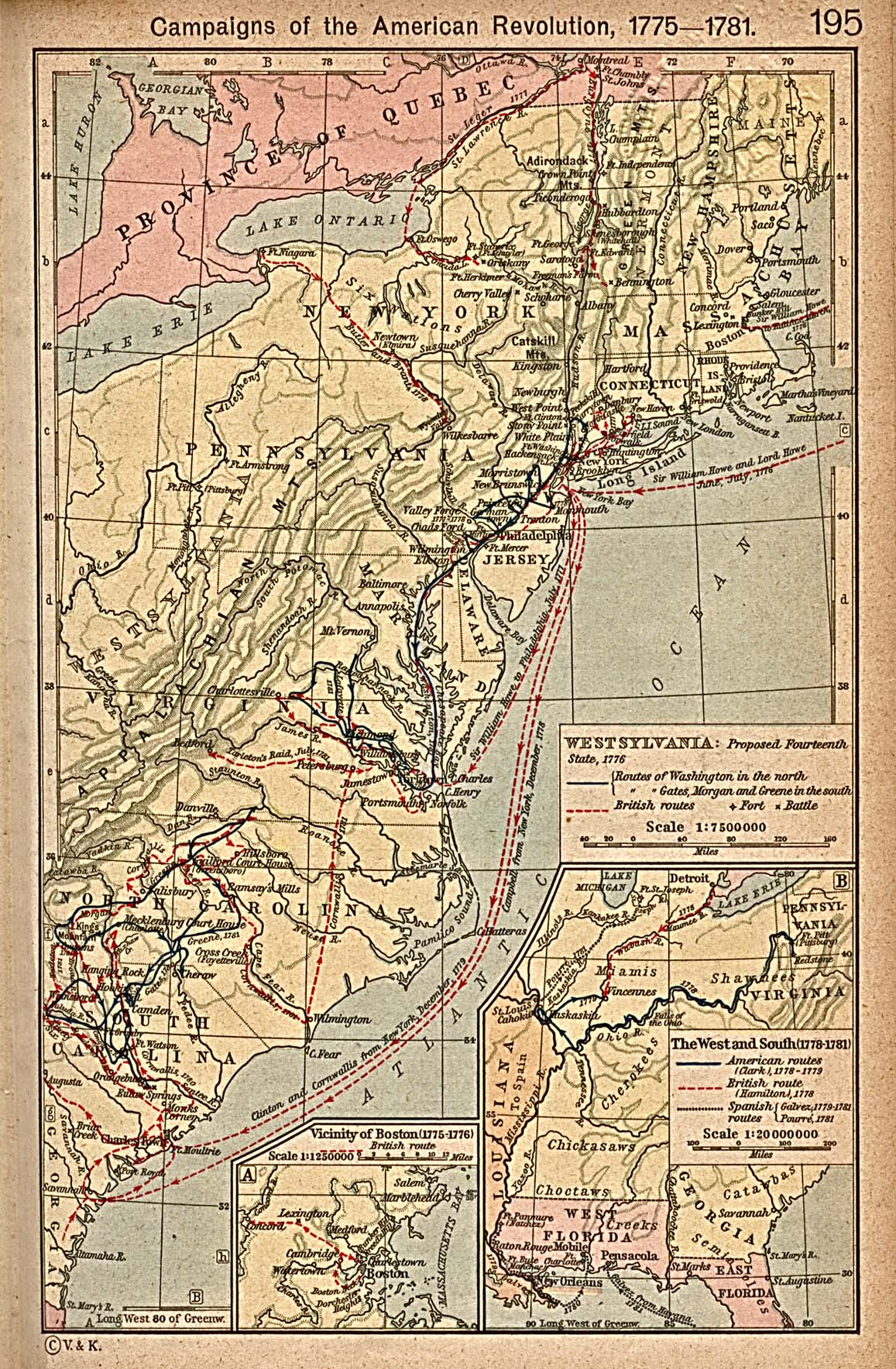
美國獨立戰爭之戰役分佈區

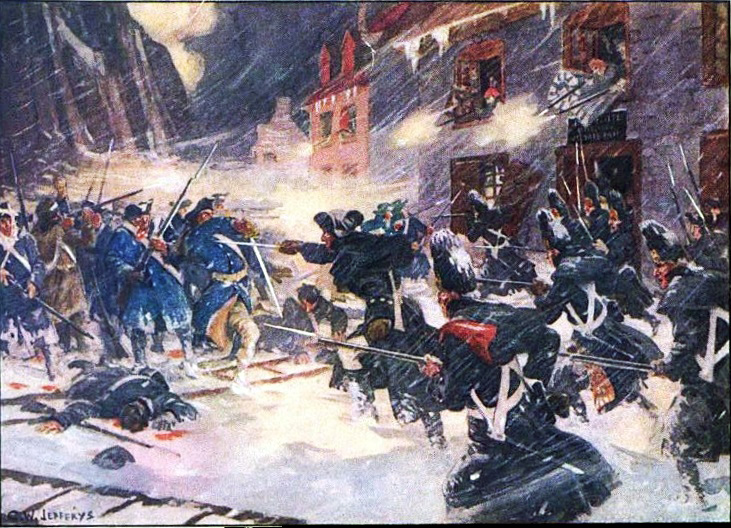
魁北克戰役

1775年4月18日，英國駐麻省的總督托馬斯·蓋奇將軍得悉當地民兵在距波士頓21英里的康科德設有武器庫，遂出動800名英軍奔襲康科德，銷毀殖民地民兵的軍械，並意圖一併拘捕該地的「通訊委員會」成員，但卻被殖民地居民得悉，並通知民兵組織「义勇军」。义勇军得知消息後，當晚派人馳赴列星頓和康科德報信，並立即作出防衛。
4月19日清晨5時左右，英軍遭到列星頓民兵阻攔，英軍突然開火，民兵猝不及防，死傷近十多人。隨後民兵與英軍在正式交火，美國獨立戰爭第一槍正式打響，結果英軍損失73人，而殖民地民兵則損失293人。英軍遭到反擊後決定撤退回波士頓等待援軍。威廉·何奧等將領在5月抵達波士頓，但此時已經被民兵團團包圍。6月的邦克山戰役中英軍損失超過1,000人，改由何奧接任北美英軍總司令。8月23日英王宣佈殖民地居民的反抗運動為非法，並聲言「寧可不要頭上的王冠，也決不會放棄戰爭」。12月22日，英國當局正式調派近50,000英軍鎮壓殖民地。
1775年6月15日，大陸會議舉行，並決定把殖民地居民組建成正規的大陸軍，即為當今美軍的前身。而喬治·華盛頓則為大陸軍總司令，发行纸币，接管英國对殖民地行使的国家行政管理等主权。同日，美軍成功夺取英军的提康德罗加要塞。北美獨立戰爭全面展開。華盛頓率領美軍還很弱小，因此採取持久作戰以消耗英軍的策略，與英軍展開長期的游擊作戰。
1776年3月亨利·諾克斯上校將提康德羅加要塞的重砲搬運至波士頓，用以砲轟波士頓市及港灣內的英軍。何奧為避免不必要的損失，決定撤退到哈利法克斯 ，圍城最終由大陸軍獲得勝利。

## 戰爭爆發
自英美發生衝突開始，雙方的外交使節都積極地拉攏位處魁北克地區的易洛魁部落。由於大陸軍擔心易洛魁聯盟會與英國合作，議會計畫先發制人進攻加拿大地區。1775年11月12日理查德·蒙哥馬利率領軍隊佔領蒙特利爾。1775年12月，從蒙特利爾出征的蒙哥馬利與逆流而上的貝內迪克特·阿諾德的兵分兩路聯合進攻魁北克城失利；蒙哥馬利本人戰死。冬季過去的1776年初，英國沿聖勞倫斯河派出增援軍，趕走圍攻魁北克城的大陸軍。最終，戰敗的大陸軍退出加拿大。由於大陸軍出擊加拿大，英國被迫將半數軍隊留駐加拿大，戰鬥力被削弱。
在維吉尼亞地區也發生小規模的衝突，但最終沒有繼續擴大。此次事件導致總督鄧莫爾伯爵發布一道解放黑奴的命令，同意奴隸在逃離農場主後可以加入英國軍隊，之後利用這些軍隊在當地鎮壓當地民兵。1775年12月鄧莫爾的部隊被擊敗後前往英國，再也沒有回到美洲。同時在南卡羅萊納，殖民地部隊集結3,000人突襲了當地英軍的集結基地，並在隔年再次擊退北卡羅萊納的英國軍隊。
由於議會考量到彈藥補給可能會短缺，1776年3月組織了一支海軍掠奪巴哈馬地區的彈藥。於拿騷登陸後，指揮官霍普金答應若英軍上繳所有補給就保障其生命財產的安全，不費吹灰之力奪取百餘桶火藥並返回康乃狄克。
邦克山战役后，大陆会议呼吁乔治三世和平解决殖民地问题，但是英國政府仍堅持以軍事鎮壓殖民地。1776年初，潘恩出版《常識》一書譴責英國政府的高壓政策，並支持北美十三州獨立，大力鼓舞十三州人民，于是大陆会议在1776年7月2日宣佈13個殖民地脱离英国獨立，7月4日通過《独立宣言》，以英國的角度來看則決定全面派兵攻擊叛亂殖民地，美國獨立戰爭正式開打。

## 英軍反擊

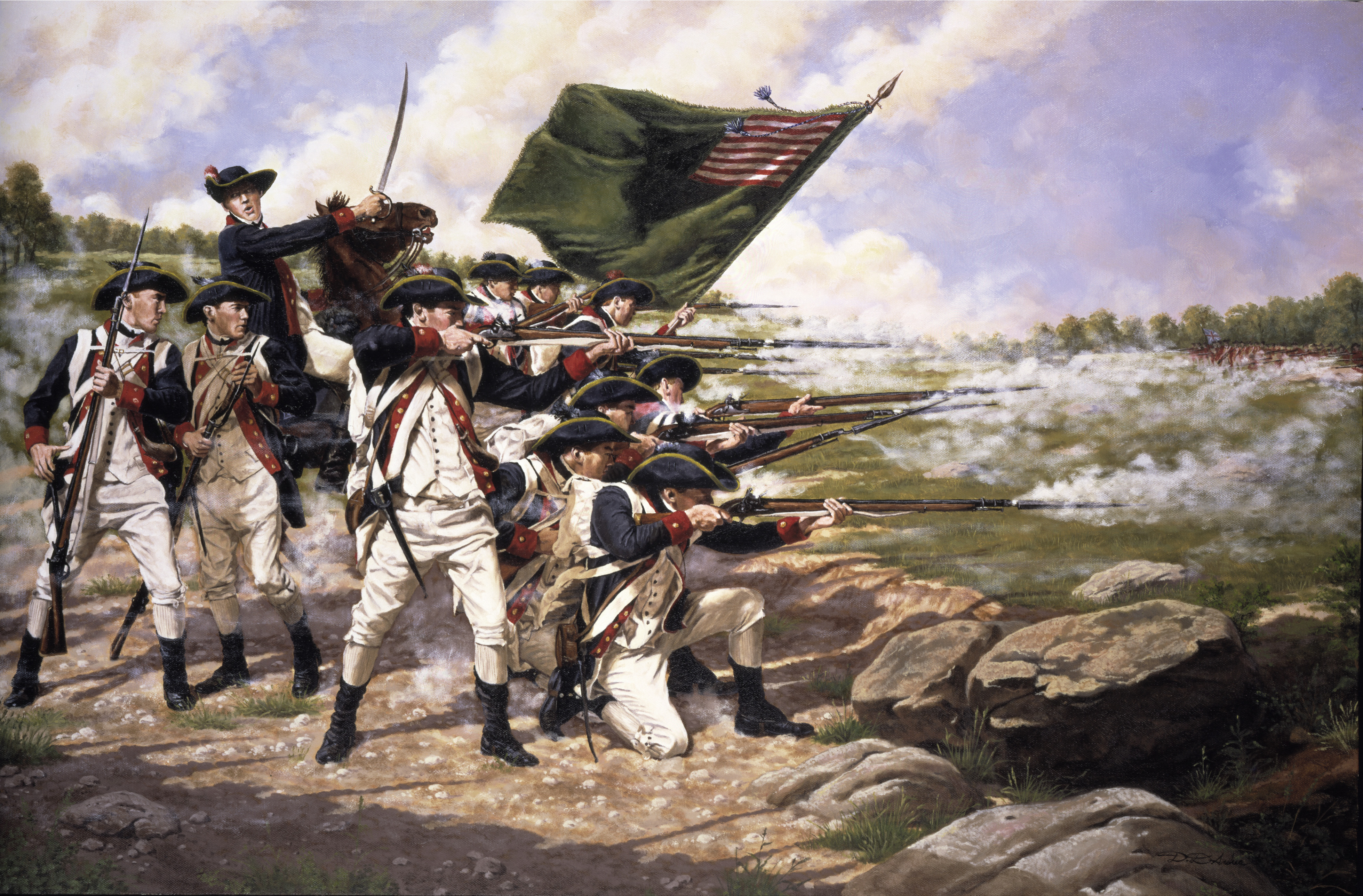
長島戰役

英軍於哈利法克斯集結完畢後，何奧決定從紐約史泰登島登陸並嘗試向殖民地議和，但遭到拒絕；華盛頓擔心大陸軍沒有能力對抗正規英國部隊，於是加強諜報方面的實力，在1776年8月成立第一支偵查隊投入紐約戰役，之後更成立 庫爾珀組 間諜團。整個獨立戰爭中，美方花費超過十分之一的經費在諜報支出上。
華盛頓將軍隊一分為二，一部分駐紮在曼哈頓島，另一部分在長島西部。8月27日一早，英軍在長島發動猛攻，將大陸軍圍困在布魯克林高地 ，但大陸軍仍在29日全員撤退至曼哈頓島。長島會戰結束後，何奧再次向美方議和，但美方不接受以放棄獨立為前提的和平。9月15日，英軍登陸基普灣並在哈林高地遭遇大陸軍後撤退。10月18日英軍在沛爾岬登陸，並於28日白原戰役中擊敗華盛頓。11月16日在大陸軍主力遭擊潰的情況下，英軍順勢攻佔華盛頓堡，完全佔領曼哈頓島。亨利·柯林頓與查爾斯·康沃利斯曾建議何奧追擊華盛頓的殘餘部隊，但何奧卻在攻佔李堡後卻按兵不動。

紐約一戰大敗後，大陸軍僅剩殘兵5,000餘人，而且一旦士兵役期在年底到期後會進一步減少。此時不但保皇派的人數激增，議會也從費城遷移至巴爾的摩。倫敦民眾聽聞紐約戰役大勝後情緒激昂，國王喬治三世也授予何奧巴斯勳章 。英國方面預計在一年內可以平定叛亂，同時在紐約建立基地，等到來年春天給大陸軍致命的一擊。

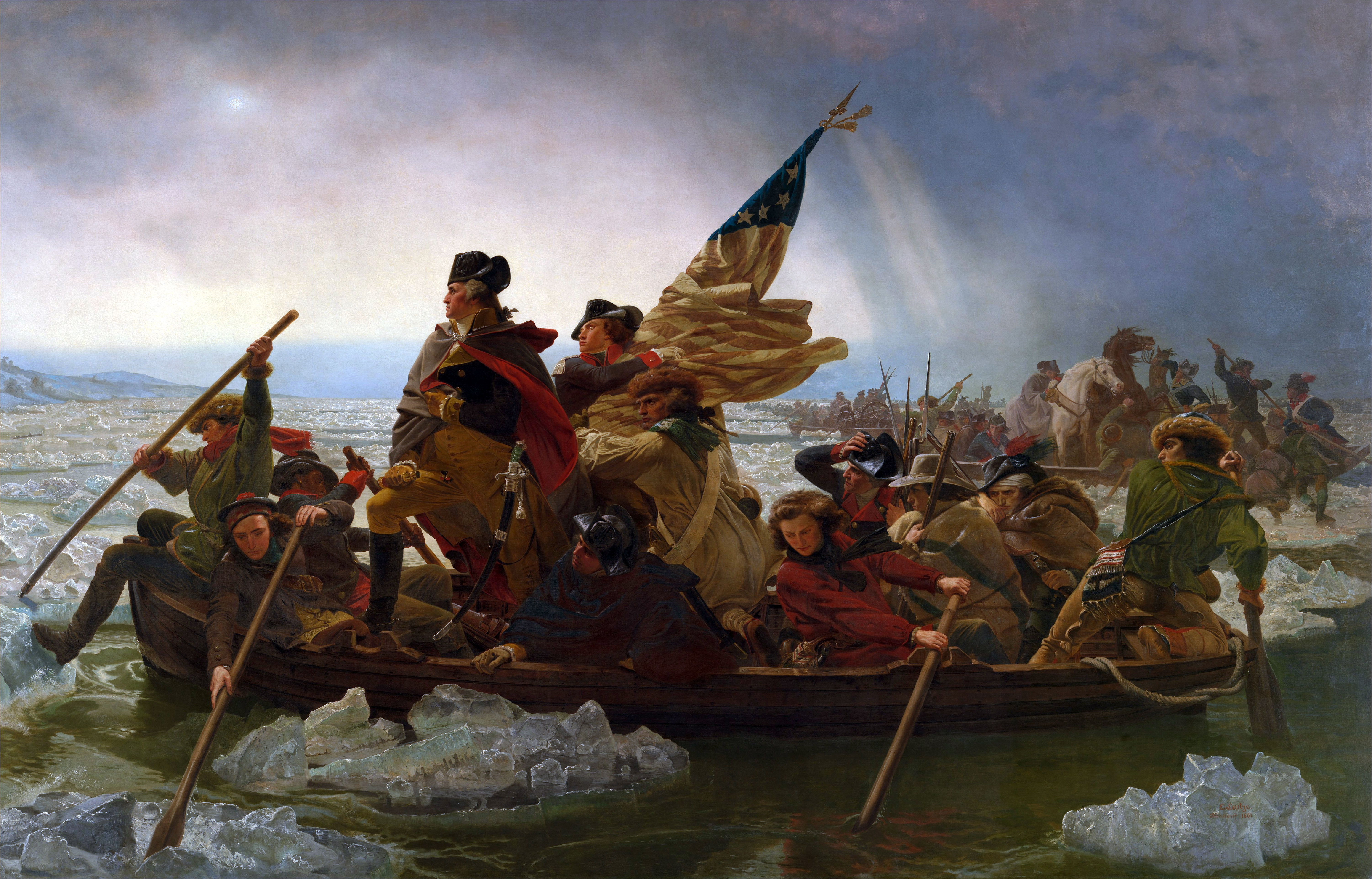
描述1776年12月特倫頓戰役的著名畫作《華盛頓橫渡特拉華河》

## 美軍復甦
1776年聖誕節，英軍追趕美軍至翠登一帶，打算在該地度過寒冬，大陸軍趁著暴風雪突襲了英軍的黑森軍團。結果900名英軍以及大量輜重被俘，雖然美軍亦損失慘重，但大幅提振了士氣，並在一週後再次擊退英軍。英軍挫敗後，後勤持續遭受民兵騷擾，故1777上半年並沒有對大陸軍展開大規模進攻。
在英軍1776年企圖速戰速決失敗後，認知到控制新英格蘭地區才是長遠之道。何奧向殖民地大臣杰曼請求援軍打通哈德遜河。於是杰曼指示約翰·伯戈因帶領加拿大軍隊南下進攻，同巴利·聖萊傑的安大略湖軍隊在奧爾巴尼會師。1777年7月英軍兵分三路，攻往奧爾巴尼，以切斷殖民地的對外聯繫。但聖萊傑部在莫華克河谷遭民兵突襲，被迫退回加拿大休整。伯戈因迅速拿下提康德罗加要塞，使起义军失掉北方的主要阵地。伯戈因統率的北路英軍約7200餘人沿尚普蘭湖南下，到達哈得孫河上游。他派往佛蒙特的一支1000人的黑森傭兵分遣隊掠奪物資，但在8月16日被佛蒙特州的綠山兄弟會诱入本宁顿战场全殲。
伯戈疲弊交加，且無法得倒其他友軍支援，在9月19日弗裡曼農莊及10月7日貝米斯高地的兩次戰鬥中慘敗，結果被迫退往薩拉托加。战斗中，英军重要将领西蒙·弗雷泽将军在战斗中被摩根部队使用步枪兵击毙，随后英军被摩根部队击退，完全丧失主动权，英军的局势更加恶化。霍雷肖·盖茨和本尼迪克特·阿诺德的军队立即以3倍兵力包圍該地的英軍，伯戈因無法再戰，被逼於10月17日率領5700名英軍投降，从波士顿被遣返回国。薩拉托加戰役是在美國獨立戰爭前期罕有的勝利，但沒有立即扭轉大陸軍在戰場的劣勢。但是这场战役的胜利却带来了关键性的外国支持，即促进了法国的参战。

何奧的部隊並沒有支援伯戈因，而是選擇南下進攻費城。15,000名英軍於八月底從乞沙比克灣登陸，並在白蘭地河戰役中擊敗大陸軍。戰役結束後，議會搬離費城至約克。9月26日英軍佔領費城。10月4日華盛頓進攻日耳曼敦，但遭英軍擊退。12月華盛頓於福吉谷紮營，縱使整個冬天10,000人中有2,500人死於寒冬或疾病，在馮·斯圖本的訓練之下大陸軍仍有足夠的戰力。

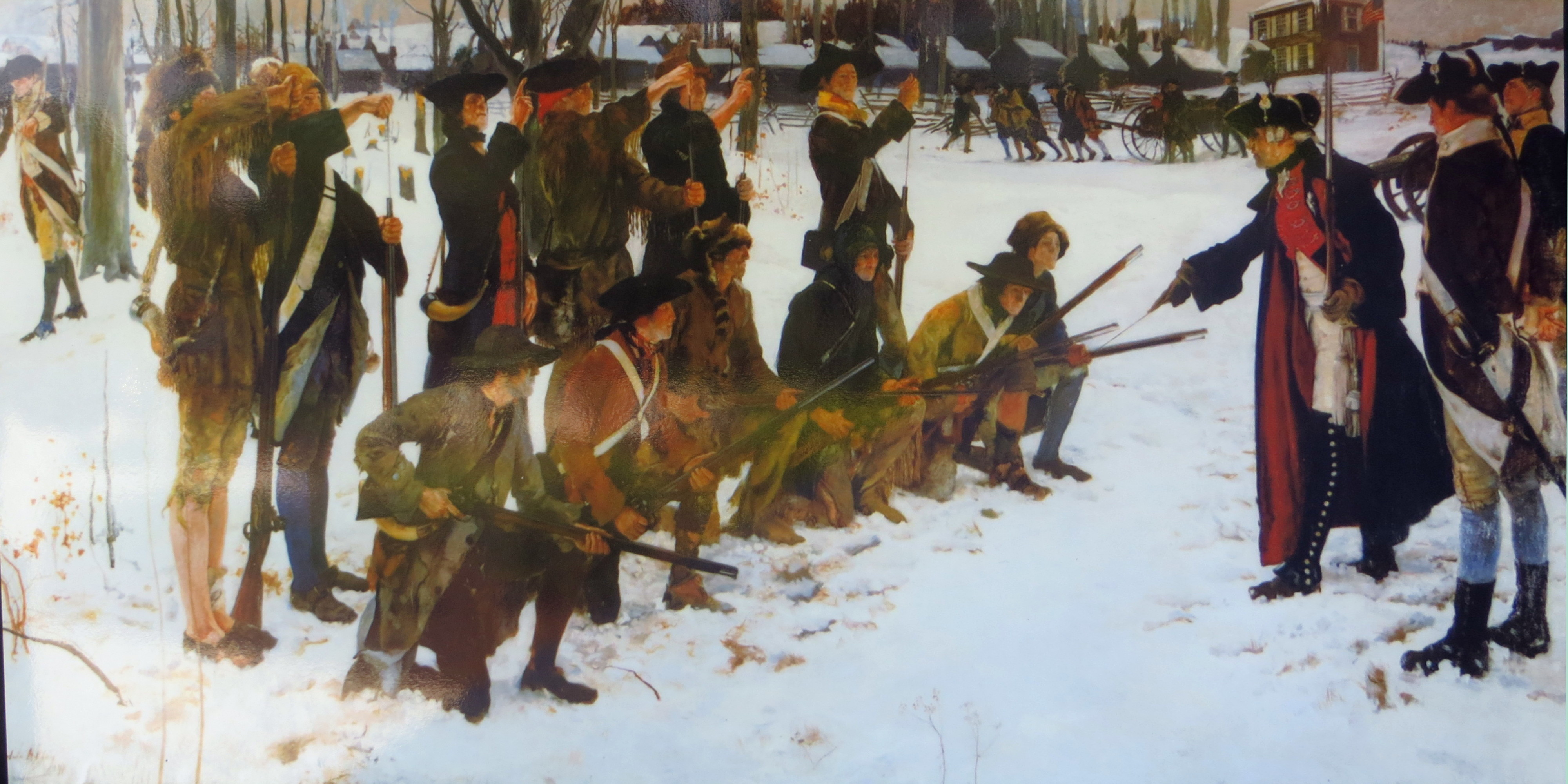
1777年12月馮·斯圖本訓練部隊

## 外國干涉

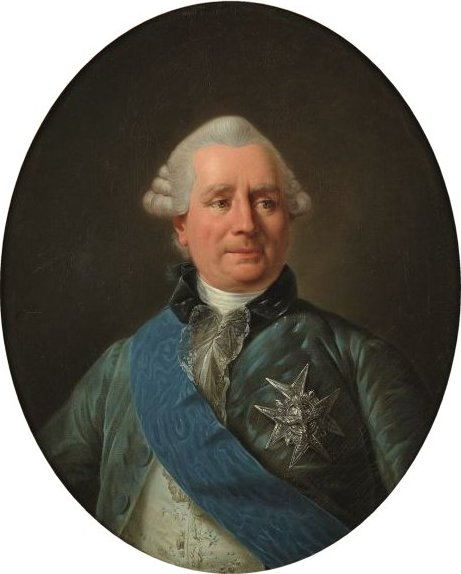
法國外交大臣夏爾·格拉維耶

法國外交大臣格拉維耶始終想擺脫1763年巴黎條約的陰霾，並發現美國獨立是一個很好削弱英國的契機。法國雖然避免與英國正面衝突，但採取暗中幫助美國的方式，例如開放港口及軍火支援等。一開始美國相當排斥與君主制的法國結盟，但考量英美交戰後大陸軍前途堪憂，於是議會就是否要重新接受英國統治、不獨立也不投降或正式獨立並與法國結盟開會討論。雖然最後決定正式獨立，但仍超過二成以上的議員反對與法國結盟，其中包含亞當斯。
美方派遣西勒·迪恩去同格拉維耶交涉，表示英軍已在薩拉托加戰敗，若英美最終議和法國將不會再有擊敗英國的機會。最終法方同意全力支援美國獨立，英美雙方也不再有議和的可能。1778年2月6日雙方簽署友好條約，規範雙方貿易及航行的最惠國待遇。為了獲得更多的法國軍援，美國同意在美服役的法籍軍官可以獲得升遷及擔任指揮官。如拉法耶特早在1777年7月31日，被費城大陆会议授與少將軍銜，是當時大陸軍的最高軍銜，身為大陸軍總司令的乔治·华盛顿，直到1798年才被授與中將頭銜。
英國原本計畫雇用荷籍軍團來鎮壓美洲，不過親美的荷蘭國會拒絕了這個要求。縱使在1774年荷蘭已經不是一個強權國家，但仍然掌握大量的海上貿易，並從法國運送軍火至美洲賺取龐大的商業利益。有鑑於此，英國發動了第四次英荷戰爭 ，摧毀了荷蘭脆弱的海上貿易。
最終，由於美國獨立已從鎮壓內亂層面上升至國際戰爭，同時缺乏盟友的情況下，英國將大多數軍力從美洲移至加勒比海地區。喬治三世雖然不希望與法國開戰，但有鑑於七年戰爭的成就，仍對英國最終的勝利抱持希望。

## 戰爭僵持

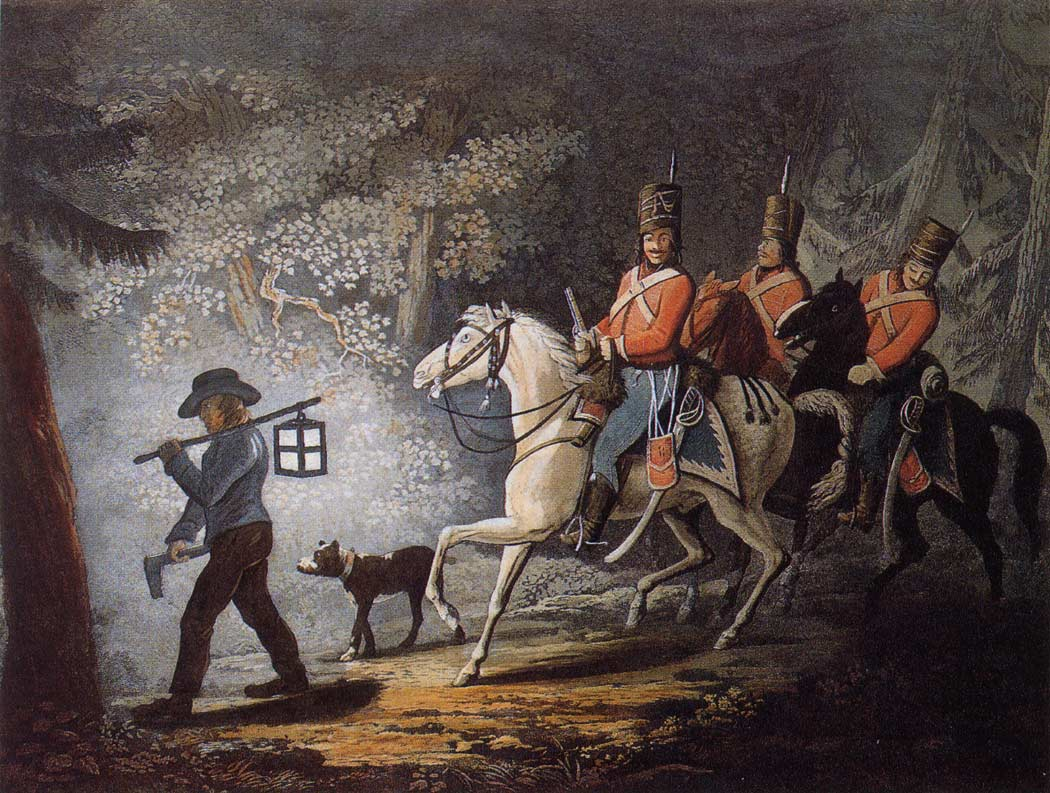
英軍行軍的情景

1778年2月，法國國王路易十六正式承認美國，並與其互訂軍事同盟。英国为了阻止他们同盟，於是废除强制法令和茶税法，并派遣和平使者前往费城。但美国已经批准与法国的条约。1778年6月，法國對英國宣戰，1779年6月同樣視英國為宿敵的西班牙也與法國締結聯盟，以法國同盟者的身份出資金援助反英戰爭並對英宣戰，儘管如此，國王卡洛斯三世並未承認美國。1780年12月荷蘭的省督威廉五世因正和英國進行英荷戰爭，所以亦加入美國陣營，支持法對英宣戰。英國在國際社會被眾列強孤立。英國與北美大陸軍的力量對比發生了變化。

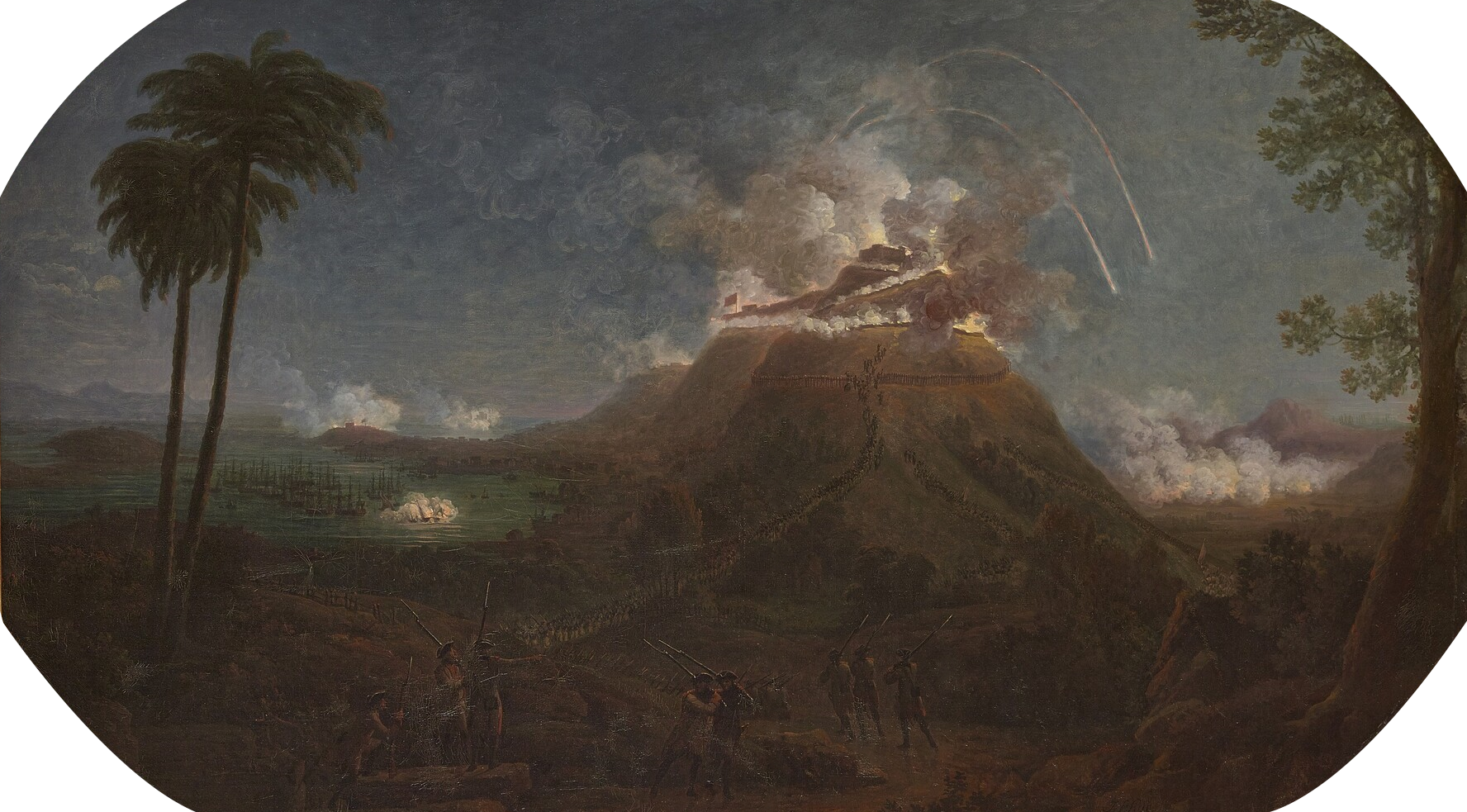
法軍部隊佔領格瑞那達 (1779年)

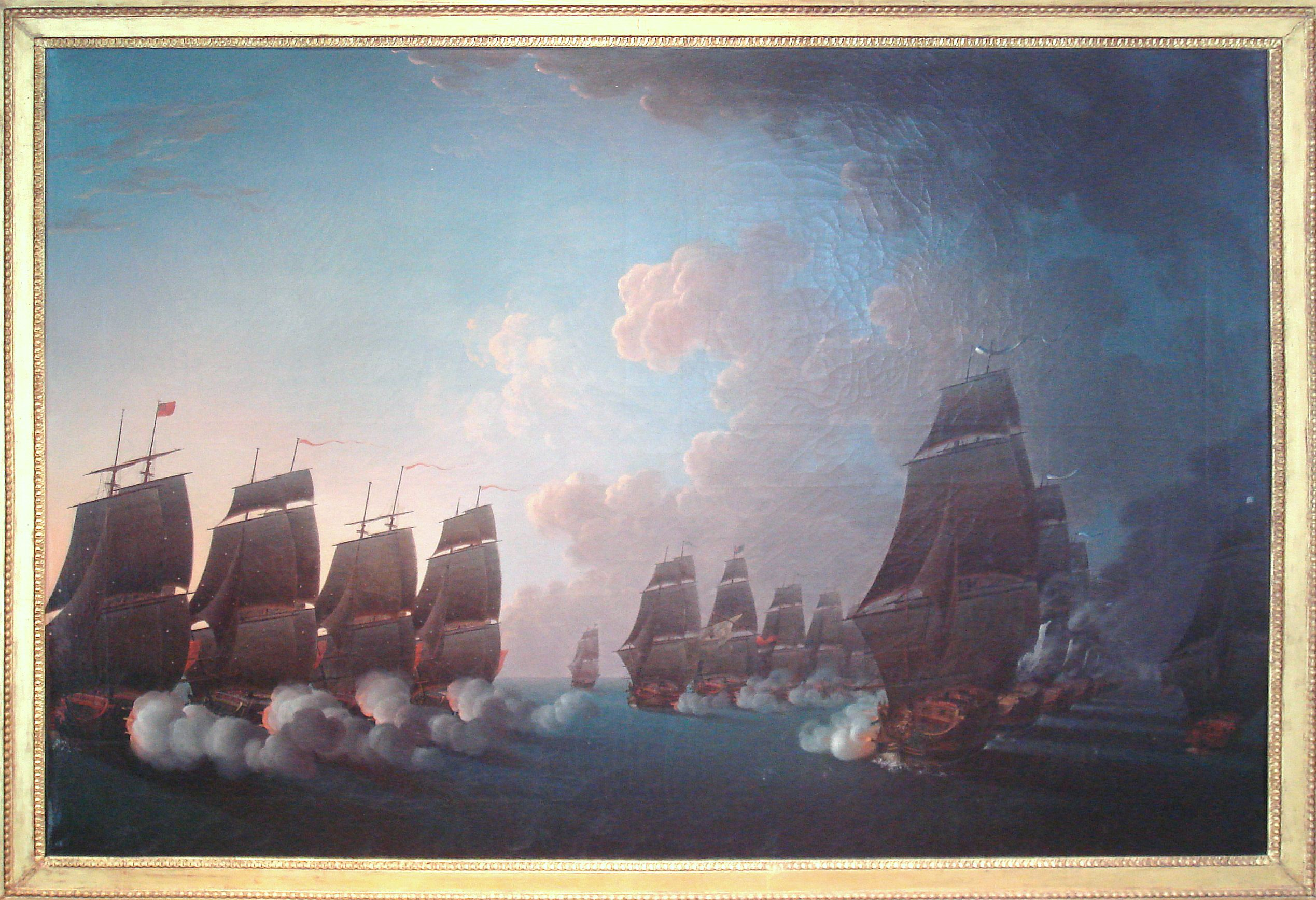
馬提尼克海戰 (1780年)中，法國艦隊協助美國對抗英國艦隊時的情景

1778年5月，由柯林頓接任北美英軍總司令。隨著法軍加入戰爭，英國轉為戰略防禦北美，並擔心法國艦隊封鎖特拉華河，於是撤出費城，隨即與大陸軍在蒙茅斯發生戰鬥，尽管大陆军起初因查尔斯·李错误指挥逃离战场而落处下风，华盛顿很快凭借冯·斯图本训练的欧式军队稳住战线，并使用火炮轰击英军，最終英軍敗退，從水路返回紐約，并在整场战争中失去了在纽约地区发动大规模进攻的能力。法國海軍將領埃克托前往支援北美戰場，在紐約固若金湯的防守下，法美決定進攻羅德島的紐波特，但仍然無法突破英軍防禦。1779年英美雙方在紐約、紐澤西及康乃狄克等地區交火，均沒有取得突破。在阿帕拉契山脈西側的戰鬥都屬於零星衝突，1778年到1779年喬治·克拉克控制了伊利諾及印第安那地區，這些地區到了巴黎條約後一併割讓給了美國。
殖民地大臣杰曼參考保皇派議員約瑟·加洛威設計了一套「南方戰略」。因為新英格蘭地區的反抗意識最強，以及南方才是美洲的農業生產重鎮，同時有利於軍隊補給，英國應該將軍力著重於南部。普雷沃斯特於1778年12月攻站薩凡納，隔年聯軍嘗試重新奪取但遭到擊退。康沃利斯接提普雷沃斯特的任務，但發現英國高估了南方的保皇派的勢力，只能以更多的武力控制南方。1780年春天，英軍進圍查爾斯頓，該年5月英軍成功逼降被圍的南方美軍，约3000名美军被俘，是独立战争中美国损失最惨重的一次。克林頓以為南方勝局已定，就率軍返回紐約，派康沃利斯固守查爾斯頓。南方戰略的核心目標是獲取當地人的支持，戰爭剛開始時英軍會釋放大陸軍戰俘；但現在不僅不釋放，還會沒收這些人的財產及領土，使得原先保持中立的貴族改變立場加入反英行列。攻佔查爾斯頓後，英軍繼續向內陸深入，佔領了喬治敦、奧古斯塔、康登等地。随后美国盖茨将军的军队与康瓦利斯在南卡罗莱纳的坎登遭遇，英军从树林中突然发动冲击，美军损失1000名士兵，英軍暢通了通往北卡羅萊納的道路。12月，變節投靠英方的將領阿諾德入侵維吉尼亞地區，佔領並掠奪了里奇蒙。
然而1781年1月南方美軍卻成功引誘英軍至南卡羅來納州的考彭斯，並將其圍殲。該年3月美軍在北卡羅來納州的吉爾福德大敗英軍。該年4月康瓦利斯統率英軍向北撤至維珍尼亞。而美軍則由格林接替盖茨統率，揮師南下，一舉收復除薩凡納和吉爾斯頓之外的全部南方國土。戰至此時，英軍已漸露敗跡。

## 英軍戰敗

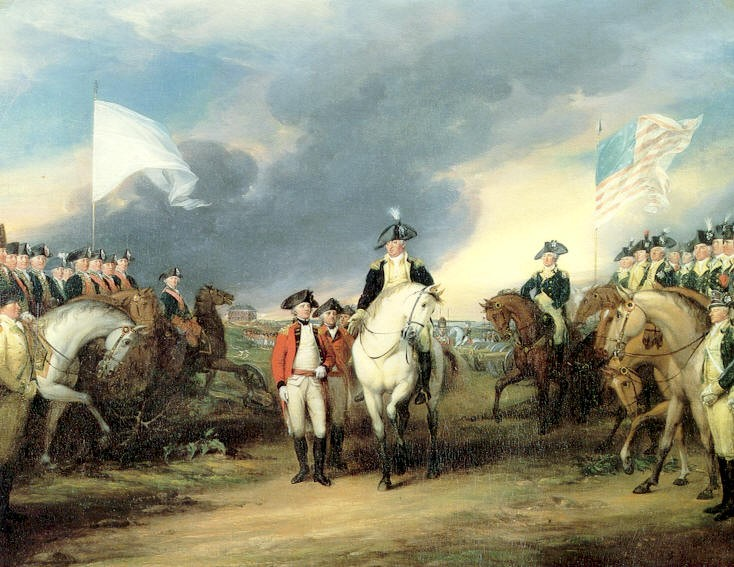
華盛頓和羅尚博伯爵在約克鎮接受康沃利斯率領英軍投降的情景

1781年4月大陸軍開始戰略反攻，華盛頓與法国的羅尚博伯爵商討是否要立即奪回紐約，或是優先殲滅北美英军副总司令康沃利斯的部隊，最終華盛頓決定由法国的拉斐特領軍進攻維吉尼亞。北美英军总司令亨利·克林頓卻在此時誤判了大陆军和法国聯軍的行動，誤以為是向紐約發動總攻，並通知康沃利斯做好撤退的準備。
納撒尼爾·格林率領大陸軍南下轉戰南卡羅來納，迫使英軍退守海岸線。康沃利斯於4月25日北上維吉尼亞，追擊拉斐特率領的大陸軍。但拉斐特擺脫英軍的追擊。
1781年8月，康沃利斯奉克林顿将军命令統率7000名英軍死守維吉尼亞的約克鎮等待海上撤退。大陆军和法国聯軍由華盛頓統率，南下維吉尼亞，而增援的法國艦隊也在法國海軍司令德格拉斯伯爵率領下由西印度群島調來，進入切薩皮克灣，進抵約克鎮城外的海面，並且擊退增援的英國艦隊，掌握制海權。9月28日，華盛頓部大陸軍和羅尚博伯爵部法軍在維吉尼亞與拉斐特部大陸軍會合，大陆军和法国聯軍共1.7萬人完成對約克鎮的合圍。康沃利斯無路可退，只得於10月17日與聯軍進行投降談判。10月19日，駐守約克鎮的英軍共8000人正式投降。此後，英国放弃对美国革命的压制，雙方只有數次海上和陸上的零星戰鬥，其餘戰事已大致停止。

## 结局

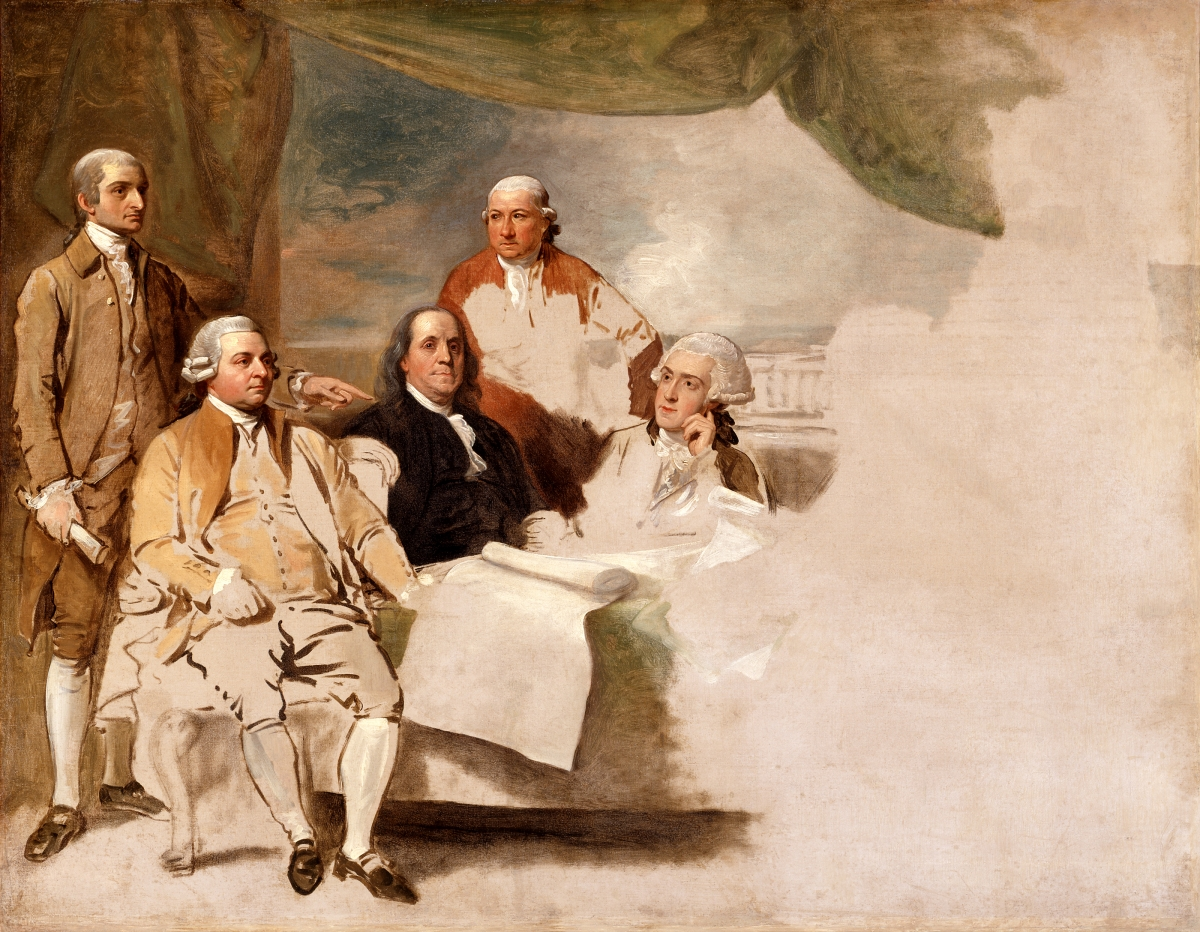
美國著名畫家本傑明·韋斯特筆下的巴黎和約。

約克鎮圍城戰役之後，英國議會被迫贊成議和。1782年11月30日，英美兩國簽署《巴黎和約》的草案。1783年9月3日，美國成為美洲首個獨立國家；共包括13个州，边界北至五大湖，西到密西西比河，南至北纬31度。

## 影响

### 对美国的影响
战争结束后美国便脱离大英帝国和英国皇室的统治，成为了一个独立的国家，這種追求獨立自由的精神至今仍影響著美國的社會。
独立后，美国摆脱了英国的经济限制，获得了独立自主的发展权。虽然战争初期经济遭受破坏，但战后美国迅速开展经济重建，农业、工业和贸易逐步发展，为未来的经济强国地位奠定了基础。
独立战争也推动了美国社会的转型。一方面，战争过程中呼吁废除奴隶制的声音开始兴起，尽管这一问题并未立即解决；另一方面，中小农民和普通民众的政治地位有所提高，社会阶层间的平等意识逐渐增强。
独立战争的胜利极大提升了美国在国际社会中的地位，成为一个值得重视的国家。美国的独立也鼓励了拉美、欧洲和其他地区的反殖民运动，对全球反殖民化进程具有启发意义。
同样由于大英帝国统治时期对殖民地的掠夺政策，导致美国人对大英帝国很反感，这种反感一直持续到1940年代末大英帝国开始瓦解，而美国在大英帝国瓦解的过程中起到了关键的作用，其帮助许多英国在加勒比地区的殖民地独立，而英美矛盾解開後也變成最堅定的軍事聯盟之一，并最终形成了英美的特殊关系。

### 对英国的影响
而对于英国来说，它失去了人口最多、资产最丰富的北美十三州殖民地，间接地导致了大英帝国的中期衰落，英國直到轉往亞洲與非洲後才重新邁向高峰。尽管以当时的标准来看，北美十三州的GDP总量远远不及毛皮贸易兴盛的加拿大，因此英国的短期损失并不伤筋动骨，但是长期来看，英国丢失十三州的同时也意味着失去了向北美中部、路易斯安那和太平洋沿岸进一步探索和全面殖民和发展的机会。
美国的独立意味着第一大英帝国的覆灭，不过英国很快痛定思痛。在政治方面，英国意识到在没有任何欧陆打手的情况下，根本无法与法国对抗，因此英国吸取了七年战争后被全欧洲外交孤立的教训，因此在之后积极的组建军事同盟。同时，英国开展了全面的海陆军事改革，特别是对英国皇家海军对岸上部队的补给能力进行全面的加强和系统化，从而成功的在日后的征服印度、半岛战争和拿破仑战争中发挥作用，避免了康沃利斯军队补给不足遭最终围歼的情况。在陆军方面，英国组建了更多的轻步兵团，并且为轻步兵装备了线膛枪，以更好的适应在北美作战的情况，并在日后的半岛战争中发挥了重大作用。同时，英国在加拿大建立了北美总司令部，并在加拿大长期保持武力存在，以防范美国。庞大的美国也在之后的100年里成为了英国在北美最主要和强大的对手。美国也曾多次援助加拿大当地的叛乱和独立运动对抗英国。直到19世纪中后期加拿大走向独立后，英国才将北美的防御交给加拿大。
而后由于美国對加拿大的野心，英美之间多次爆发战争，其中最重要的就是1812年战争，儘管英军有多次戰役击败美军，但英軍整體而言並未佔上風。在美国内战期间，尽管处于维多利亚时代巅峰的英国对南方棉花依赖较大，而且希望借机削弱美国，但是由于国内对奴隶制价值观的强烈反感和对美国北方价值观的支持以及美国内战较大的规模，导致英国在道义和现实方面都不能趁机发难，只对南方提供了非常有限的援助，最终也没有对战局产生任何影响。

### 对加拿大的影响
由于美国境内生活着大量的保皇派，在美国独立后大量的保皇派进入了美国以北的英属北美地区，而保皇派的进入直接导致了当地原本以法语人口为主的人口分布被彻底改变，形成了后来的上加拿大和下加拿大，且由于英裔和法裔的文化差异，导致上下加拿大之间的分歧一直存在，后来发展成为魁北克独立运动。

### 对法国的影响
美国独立战争对法国产生了多方面的影响，从政治、经济到思想文化都留下了深远的痕迹。这场战争不仅塑造了美法关系，还为法国自身的历史发展奠定了重要基础。
首先，美国革命中倡导的自由、平等、民主等理念深刻影响了法国启蒙思想，激发了法国人民对变革的渴望。美国建立共和政体的成功也为法国提供了现实榜样，推动了法国大革命的爆发。同时，法国对美国的战争支持导致财政压力加剧，进一步加深了经济危机，成为法国大革命的重要导火索。
美法两国在战争中建立了密切合作，法国的国际声望得以提升，但也因战争开支而陷入财政困境。美国革命的成功还加速了共和主义观念在法国的传播，使得法国社会对自由和改革的认同进一步加强。战争中法国派遣军队和资源的经验，也促使其军事和战略进行必要的调整。
总之，美国独立战争不仅在思想上激励了法国的政治改革，也在经济和社会层面推动了重大变革，最终对法国大革命和世界历史产生了深远的影响。

### 引用
1. ↑  Duncan, Louis C. MEDICAL MEN IN THE AMERICAN REVOLUTION （页面存档备份，存于） (1931).
2. ↑  Jack P. Greene and J. R. Pole. A Companion to the American Revolution (Wiley-Blackwell, 2003), p. 328.
3. 1 2 3 4  費雷羅（2020年），第335页
4. 1 2  Jonathan Dull, A Diplomatic History of the American Revolution (Yale University Press, 1985), p. 110.
5. ↑  Mackesy (1964), pp. 6, 176 (British seamen).
6. ↑  Jasanoff, Maya, Liberty's Exiles: American Loyalists in the Revolutionary World (2011).
7. ↑  A. J. Berry, A Time of Terror (2006) p. 252
8. ↑  Greene and Pole (1999), p. 393; Boatner (1974), p. 545.
9. 1 2 3 4 5 6  Clodfelter, Micheal.  4th. McFarland. 2017: 133-134. ISBN 978-1476625850.
10. 1 2  妮科勒·施莱; 沙贝娜·布塞. . 由陶佩云翻译. 北京: 三联书店. 2006: 16–24. ISBN 7108023555.
11. ↑  Middleton, Richard. . United States of America: Routledge. 2007: 345–350. ISBN 978-0415979139.
12. ↑  Bingham, Tom. . United Kingdom: Penguin. 2011. ISBN 978-0141034539.
13. ↑  Porterfield, Eric. . United States of America: Independently published. 2023. ISBN 979-8396187313.
14. ↑  . : 2–9. ISBN 978-1-4668-7950-8.
15. ↑  . Northeastern University Press. : 75–77.
16. ↑  . 100–101.
17. ↑  . Knopf Doubleday Publishing Group. 1989: 188–190. ISBN 978-0-306-80366-6.
18. ↑  Smith, Justin Harvey. . New York & London: G.P. Putnam's Sons. 1907: 293.
19. ↑  Greene, Jack P.; Pole, J.R. . Blackwell. : 504–505. ISBN 978-0-4707-5644-7.
20. ↑  Selby, John E. . Colonial Williamsburg. : 2. ISBN 978-0-8793-5233-2.
21. ↑  Levy, Andrew. . Random House Trade Paperbacks. : 74. ISBN 978-0-375-76104-1.
22. ↑  Russell, David Lee. . 2000: 73. ISBN 978-0-7864-0783-5.
23. ↑  McCrady, Edward. . The Macmillan. 1901: 89.
24. ↑  Ketchum, Richard M. . Henry Holt. : 104. ISBN 9781466879515.
25. ↑  Baker, Mark Allen. . The History. 2014: Chapter 12. ISBN 978-1-62619-407-6.
26. ↑  . CIA 2011, Historical Document.
27. ↑  Fischer, David Hackett. . Oxford University. : 89. ISBN 978-0-1951-7034-4.
28. ↑  Franklin, Jameson J. . Kraus. : 657.
29. ↑  McCullough, David. . Simon & Schuster. : 184–186. ISBN 978-0-7432-8770-8.
30. ↑  McGuire, Thomas J. . Stackpole Books. : 165–166. ISBN 978-0-8117-4508-6.
31. ↑  Fischer, David Hackett. . Oxford University Press. : 102–177. ISBN 978-0-1951-7034-4.
32. ↑  . Henry Holt. : 111.130. ISBN 978-1-4668-7950-8.
33. ↑  Tucker, Mary. . Lorenz Educational. ISBN 978-0-7877-8564-2.
34. ↑  Schecter, Barnet. . Penguin Books. 2003: 266-267. ISBN 978-0142003336.
35. ↑  Ketchum, Richard M. . Henry Holt. : 191.269. ISBN 9781466879515.
36. ↑  J. Franklin, Jameson. . Kraus. : 650–670.
37. ↑  Schecter, Barnet. . Penguin Books. 2003: 259-263. ISBN 978-0142003336.
38. ↑  Stryker, William Scudder. . 1898.
39. ↑  Fischer, David Hackett. . 978-0-1951-7034-4: Oxford University. 2004.
40. ↑  . : Vol. 4   70–78.
41. 1 2  . Macmillan. ISBN 978-0-8050-4681-6.
42. ↑  Richard M, Ketchum. . United States of America: Holt Paperbacks; First Edition. 1999. ISBN 978-0805061239.
43. ↑  Higginbotham. . : 181–186.
44. ↑  . Washington. : 381–382.
45. ↑  . Oxford University. : 117. ISBN 978-0-1997-5847-0.
46. ↑  Jones, Howard. . Scholarly Resources. : 5. ISBN 978-0-8420-2916-2.
47. ↑  . Oxford University. : 117–119. ISBN 978-0-1997-5847-0.
48. ↑  Eclov, Jon Paul. . University of North Dakota. : 23–24.
49. ↑  Stockley, Andrew. . University of Exeter Press. 2001: 11-14. ISBN 978-0-8598-9615-3.
50. ↑  Cloquet, p. 37
51. ↑  Unger, loc. 864, 1023–1053
52. ↑  Scott, Hamish M. . The Historical Journal. : 571–589.
53. ↑  Syrett, David. . Univ. of South Carolina. 1998: 18. ISBN 978-1-57003-238-7.
54. ↑  Syrett, David. . Univ. of South Carolina. 1998: 17. ISBN 978-1-57003-238-7.
55. ↑  Higginbotham, Don. . Northeastern University. : 175–188. ISBN 0930350448.
56. ↑  Chernow, Ron. . Penguin. : 343. ISBN 978-1-59420-266-7.
57. ↑  Morrissey, Brendan. . Bloomsbury. 1997: 77-78. ISBN 978-1-8553-2688-0.
58. ↑  Daughan, George. . Basic Books. : 174–176. ISBN 978-0-465-02514-5.
59. ↑  Harrison, Lowell Hayes. . University Press of Kentucky. 2001: 58-60. ISBN 978-0-8131-9014-3.
60. ↑  Wilson, David K. . University of South Carolina. 2005: 112. ISBN 978-1-57003-573-9.
61. ↑  John W. Gordon, John Keegan. . 2003: 101-102. ISBN 9781570034800.
62. ↑  Buchanan, John. . John Wiley & Sons. 1997: 241. ISBN 978-0-4711-6402-9.
63. ↑  . : 139. ISBN 978-1-4668-7953-9.
64. ↑  . Oxford University. : 526–529. ISBN 978-0-1997-5847-0.
65. ↑  Grainger, John D. . Boydell. 2005: 43-44. ISBN 978-1-8438-3137-2.
66. ↑  阿伦•马林森. . 英国: 广西师范大学出版社. 2013. ISBN 9787549543328.
67. ↑  Walter R., Borneman. . United States: Harper Perennial. 2005. ISBN 978-0060531133.
68. ↑  von Gentz, Friedrich. . United States: H. Regnery. 1959.